# Affaire des disparus de Mourmelon
 (mai 2017).
Pour les articles homonymes, voir Les Disparus (homonymie).
L’affaire des disparus de Mourmelon est une affaire criminelle française dont la lenteur et les incertitudes de l'enquête, entre 1982 et 2003, ont marqué les esprits. Elle concerne la disparition dans les années 1980 de huit jeunes gens, principalement des appelés du contingent, qui avaient fait de l’auto-stop à proximité du camp militaire de Mourmelon, dans la Marne. La découverte de la séquestration et du viol en 1988 en Saône-et-Loire d’un auto-stoppeur hongrois, a permis aux enquêteurs d’être mis sur la piste du seul suspect identifié, l'adjudant-chef Pierre Chanal.
Avec l'affaire des disparues de l'Yonne et le procès d'Outreau, cette affaire reste aujourd'hui l'un des exemples les plus médiatisés des défaillances de la justice française dans la résolution d’affaires complexes.
D'autres cas de disparitions similaires, dans la même région et la même période ou dans d'autres garnisons où Chanal était affecté, n'ont pas été joints à l'affaire en dépit des demandes des familles. Quelques-unes de ces disparitions avaient en effet été classées par l’armée comme des désertions.

## L'accusé
Pierre Chanal est né le 18 novembre 1946 à Saint-Étienne. Son père, dur, avare, alcoolique, violait sa femme. Pierre, qui ne gardera aucune relation avec ses parents, ne se souviendra plus s'il a eu 16 ou 17 frères et sœurs. Il quitte l'école à 14 ans pour commencer un apprentissage de pâtissier mais n'achève pas sa formation, entre à l'usine et part à l'armée à 18 ans. Il est adjudant-chef et instructeur au camp de Mourmelon au 4e régiment de dragons dans la Marne, de 1977 à 1986, au moment de l'affaire des disparus de Mourmelon. De nature discrète, décrit comme un gentleman, il voue un respect total au règlement ; très dur au service comme à l'effort, il a des états de service irréprochables, pratique chaque matin un footing de 15 km, s'entraîne au combat au corps à corps, se passionne pour le parachutisme et les ULM. 
Il est décoré de la croix de la Valeur militaire avec étoile d'argent, gagnée au Liban (dans le cadre du mandat des casques bleus français au Liban). Son déploiement a lieu entre le 18 janvier et le 15 mai. Une fois de plus son comportement est qualifié d'exemplaire par ses supérieurs.

## Chronologie
À partir de janvier 1980, huit personnes disparaissent dans un triangle dans la région de Mourmelon, près de la caserne de Mourmelon-le-Grand. Ces disparitions inexpliquées, dont certains étaient des appelés du contingent, font régulièrement la une des journaux et embarrassent magistrats, enquêteurs et militaires. Les autorités militaires nient d'ailleurs qu'il s'agit de disparitions inquiétantes et préfèrent parler de désertions. Plusieurs militaires ont brusquement disparu après leur départ en permission alors qu'ils faisaient de l'auto-stop. Le fait que certains des disparus aient été accusés de désertion retarde le démarrage d'une enquête poussée.
Le 31 octobre 1982, la découverte du corps d'Olivier Donner au sud de Mailly-le-Camp (département de l’Aube), dans un bosquet bordant la RN 77, entraîne l'ouverture d'une information judiciaire à Troyes. On commence à évoquer la possibilité d'un tueur en série dans la région. Le 2 août 1984, à défaut d'autres disparitions, les dossiers Dubois, Havet, Sergent et Donner sont clos par la justice française. Le 27 août 1985, une information judiciaire est ouverte pour « séquestration » de Patrice Denis auprès d'un juge de Châlons-en-Champagne. En août 1986, l'adjudant-chef Pierre Chanal est muté au Centre sportif d'équitation militaire de Fontainebleau. Il continue à se rendre régulièrement au para-club de Mourmelon. Le 13 août 1987, une information judiciaire est ouverte dans l'affaire O'Keefe à Saint-Quentin.
En 1990, on recense pas moins de sept disparus : cinq appelés entre 1980 et 1982, un civil se rendant au camp de Mourmelon en 1985 et enfin un militaire appelé affecté au 4e dragons qui disparaît lui aussi en 1987. À ces disparitions peuvent être également ajoutés deux corps retrouvés à proximité du camp : celui d'Olivier Donner, militaire appelé au 4e régiment de dragons de Mourmelon, disparu le 30 septembre 1982 et retrouvé le 31 octobre suivant dans un bosquet non loin de Mailly-le-Camp, ainsi que le corps d'un touriste irlandais, Trevor O'Keefe retrouvé le 8 août 1987 près d'Alaincourt dans l'Aisne, le corps à moitié enseveli dans un bosquet.

### Arrestation et liens avec l'accusé
Le 9 août 1988, des gendarmes de Saône-et-Loire sont intrigués de voir un camping-car Volkswagen Combi II stationné dans un chemin sans issue débouchant sur une ligne TGV en construction, située sur la commune de Bussières. Les gendarmes s'approchent en pensant que ce véhicule appartient à des écologistes opposants au projet TGV, et tombent sur le propriétaire du véhicule, Pierre Chanal, qui explique « qu'il est un sous-officier profitant de sa permission pour faire un peu de tourisme ». Le gendarme demande les papiers d’identité de Pierre Chanal, s'aperçoit qu'il a été affecté au 4e régiment de dragons à Mourmelon de 1977 à 1986, et établit directement le lien avec l'affaire des disparus de Mourmelon. Pendant ce temps, l'autre gendarme resté en retrait, faisant le tour du véhicule aperçoit au travers de la vitre du hayon arrière la tête d'un homme entravé et enroulé dans une couverture. Détaché de ses liens par les gendarmes, la victime de Pierre Chanal, un jeune Hongrois de 20 ans du nom de Palázs Falvay, explique que Pierre Chanal l'a pris en auto-stop la veille au soir au péage de Chalon-sur-Saône.
Il accuse l'adjudant-chef de l'avoir séquestré et violé. Lors de la fouille du Combi, les gendarmes retrouvent des preuves permettant de compromettre Pierre Chanal, des objets à caractère sexuel et une caméra comprenant les scènes décrites par l'auto-stoppeur. 
La perquisition de son véhicule et de sa chambre au mess dévoile ses manies sexuelles (vagin artificiel, films pornographiques, photos d'appelés nus sous la douche, cassettes VHS avec des séquences de masturbations face à son caméscope...). 
Le 11 août 1988, Pierre Chanal est mis en examen et écroué.
Le 23 octobre 1990, la cour d'assises de Saône-et-Loire condamne Pierre Chanal à dix ans de réclusion criminelle pour viol et séquestration. Il est conduit à la maison d'arrêt de Dijon, où il demande à être placé à l'isolement. Tout au long du procès et par la suite, Pierre Chanal s'enferme dans un mutisme total.
Mais, depuis sa première arrestation, les gendarmes, intrigués par ce militaire, ont la conviction de l'implication de Pierre Chanal dans l'affaire des disparus de Mourmelon. Tout semble, selon eux, le désigner : son profil psychologique d'impuissance homosexuelle, sa violence et sa force physique ainsi que son camping-car, mais surtout ses années d'affectation au 4e régiment de dragons de Mourmelon.
Le 7 février 1992, une ordonnance joint les dossiers Dubois, Havet, Carvalho, Sergent, Denis et Gache qui présentent des similitudes. Le 30 juin 1993, un juge d'instruction de Châlons-en-Champagne procède à la mise en examen de Pierre Chanal pour séquestrations et assassinats dans les dossiers Dubois, Havet, Carvalho, Sergent, Denis et Gache avec mise en détention provisoire.
Le Canard enchaîné révèle, le 7 septembre 1988, que le SIRPA a commandé en 1987 à Jean-Noël Kapferer, professeur de marketing à HEC, une étude présentant « les disparitions de Mourmelon » comme une légende urbaine. La complexité de l'affaire, la dispersion et l'insuffisance des moyens (au moins onze juges d'instruction), des fautes et des négligences (pertes de scellés, expertises inutiles ou mal faites) ont rendu l'instruction extrêmement longue et chaotique.
Le 13 septembre 1994, le juge de Troyes se dessaisit de l'enquête sur la mort d'Olivier Donner au profit de son collègue de Châlons-en-Champagne. Le 28 novembre 1994, Pierre Chanal est mis en examen pour le meurtre de Trevor O'Keefe. Le juge de Saint-Quentin se dessaisit ensuite de l’affaire au profit de son collègue de Châlons-en-Champagne.
Pierre Chanal est libéré le 16 juin 1995 pour l'affaire de l'auto-stoppeur hongrois.

### Procès et mort
Le 10 août 2001, plus de vingt-et-un ans après la première disparition, Pierre Chanal est finalement renvoyé devant la cour d'assises de la Marne pour trois des disparitions. Faute de preuves suffisantes, cinq non-lieux ont été prononcés pour les disparitions les plus anciennes.
En juin 2002, Eroline O'Keeffe, la mère de l'auto-stoppeur irlandais étranglé, assigne l'État en justice pour les manquements et erreurs de l'enquête. Le 5 juillet 2002, la cour d'appel de Reims renvoie Pierre Chanal devant les assises pour « séquestration et meurtre avec préméditation » de trois des disparus.
Le 12 mai 2003, Pierre Chanal tente de mettre fin à ses jours, à la veille de l'ouverture de son procès à Reims. Le 13 mai, le procès commence en l'absence de l'accusé. La cour lui donne une semaine pour comparaître et le place en détention. En raison de l'état de santé de l'accusé, le procès est finalement reporté au mois d'octobre.
Le 11 juin 2003, Pierre Chanal est placé d'office à l'hôpital psychiatrique de Villejuif (Val-de-Marne) qu'il quitte fin juin. Le 5 juillet 2003, Pierre Chanal entame une grève de la faim à la maison d'arrêt de Fresnes. Le 14 octobre 2003, le procès rouvre devant la cour d'assises de la Marne à Reims.
Le 15 octobre 2003, dans la chambre d'hôpital à Reims où il termine une grève de la faim (passant de 78 à 48 kilos), Pierre Chanal se sectionne deux fois l'artère fémorale gauche à l'aide d'une lame de rasoir précédemment cachée sous l'étiquette de son survêtement. Il meurt cinq à dix minutes plus tard malgré l'intervention d'un policier.  Des questions seront soulevées quant au fait que l'Administration pénitentiaire ait fourni six rasoirs à un détenu particulièrement signalé. Sa mort met fin à son procès, au désespoir des familles des victimes.
Le 16 octobre 2003, un premier courrier envoyé à Dominique Perben, ministre de la Justice, pour demander une enquête sur l'ensemble de l'instruction de l'affaire. Le 24 mars 2004, les avocats des familles des sept disparus français se joignent à la plainte de Mme O'Keeffe contre l'État, suivis le lendemain par les parents de deux jeunes hommes disparus en 1975 et en 1977 du camp militaire de Valdahon (Doubs), où Pierre Chanal était instructeur.
Le 26 janvier 2005, le tribunal de grande instance de Paris condamne l'État français pour faute lourde. Le jugement stigmatise « l'inaptitude du service public de la justice à remplir sa mission » car une « série de fautes » commises par les juges d'instruction ainsi que par les enquêteurs « ont ralenti l'instruction des différentes affaires de disparitions inquiétantes » et ont conduit « à ce que demeurent inconnues les circonstances de l'enlèvement et du décès de plusieurs victimes. »
En 2011, à la suite de la parution de l'ouvrage d'Éric Bellahouel, des familles de disparus demandent à la justice de rouvrir le dossier, estimant que Chanal n'aurait pas agi seul.

## Liste des victimes connues
|   | Date              | Nom             | Affectation                                  | Découverte éventuelle du corps                                          |
| - | ----------------- | --------------- | -------------------------------------------- | ----------------------------------------------------------------------- |
| 1 | 4 janvier 1980    | Patrick Dubois  | 4e régiment de chars de combat à Mourmelon   | Disparu                                                                 |
| 2 | 20 février 1981   | Serge Havet     | 3e régiment d'artillerie à Mailly            | Disparu                                                                 |
| 3 | 7 août 1981       | Manuel Carvalho | 4e régiment de dragons à Mourmelon           | Disparu                                                                 |
| 4 | 20 août 1981      | Pascal Sergent  | 503e régiment de chars de combat à Mourmelon | Disparu                                                                 |
| 5 | 30 septembre 1982 | Olivier Donner  | 4e régiment de dragons à Mourmelon           | Son cadavre est découvert à Mailly-le-Camp le 31 octobre 1982           |
| 6 | 23 août 1985      | Patrice Denis   | civil                                        | Disparu alors qu'il se rend au camp de Mourmelon                        |
| 7 | 30 avril 1987     | Patrick Gache   | 4e régiment de dragons de Mourmelon          | Disparu                                                                 |
| 8 | 8 août 1987       | Trevor O'Keeffe | auto-stoppeur irlandais                      | Son cadavre est découvert le 8 août 1987 près d'Alaincourt dans l'Aisne |

Plusieurs autres jeunes gens, et certains appelés du contingent, ont disparu aussi à cette époque et dans cette région, mais ces affaires ont été classées par la justice malgré l'insistance des familles.

### Filmographie
- L'Affaire Pierre Chanal téléfilm (2006), le rôle de Pierre Chanal est joué par François Levantal.

### Documentaires télévisés
- « Mystérieuses disparitions » (début du reportage) le 19 novembre 2000 dans Faites entrer l'accusé présenté par Christophe Hondelatte sur France 2.
- « Pierre Chanal, l'énigme de Mourmelon » le 15 août 2002 dans Faites entrer l'accusé présenté par Christophe Hondelatte sur France 2.
- « Mourmelon : le mystère des disparus » le 11 décembre 2005 dans Secrets d'actualité sur M6, puis le 10 juin 2009 dans Enquêtes criminelles : le magazine des faits divers sur W9.
- « Les Disparus de Mourmelon » le 15 novembre 2009 dans Affaires criminelles sur NT1.
- « Tueur en série : les secrets de l'adjudant Chanal » le 25 mai 2015 dans Crimes sur NRJ 12.
- « Affaire Chanal : L'histoire d'un impossible procès » dans Crimes à l'Est sur France 3.
- « Les disparus de Mourmelon » dans Au bout de l'enquête, la fin du crime parfait ? le 26 mars 2022 sur France 2.